# Friedrich Jürgenson
Friedrich Harry Jürgenson, född 8 februari 1903 i Odessa, Ukraina, Kejsardömet Ryssland, död 15 oktober 1987 i Höörs församling, Malmöhus län
, var målare, dokumentärfilmare och forskare om paranormala fenomen.  

## Biografi 1903 - ca 1960
Friedrich Jürgenson föddes den 8 februari 1903 i Odessa i det ryska tsardömet. Hans far var läkare och förestod ett sanatorium. Båda föräldrarna hade skandinavisk bakgrund.
Friedrich växte upp under goda ekonomiska förhållanden. Han studerade sång på musikkonservatoriet och måleri på en konstskola. Han gifte sig också i Odessa med judinnan Vera och de fick en son.
Efter den ryska revolutionen 1917 rådde svåra förhållanden i Odessa. 1925 flyttade Jürgenson med sin familj och sina föräldrar till det nu fria Estland, där föräldrarna hade en gård. Han fortsatte sina sångstudier, först i Tallinn, sedan i Berlin.
1932-38 bodde Jürgenson med fru och barn i Ramallah i Brittiska Palestinamandatet, men äktenskapet upplöstes och han flyttade till Milano i Italien där han arbetade som porträttmålare. I Milano träffade han en ny kvinna, Nora, vars far var svensk. 1940 flyttade paret till Estland, men andra världskriget nådde landet och man valde 1943 att bosätta sig i det neutrala Sverige.
I Sverige hade han separatutställningar med "habilt naturalistiska landskap, stadsmotiv, stilleben, porträtt etc." i Karlskoga, Karlshamn och Uppsala och blev representerad på Värmlands museum i Karlstad.
1949 gjorde Jürgenson en serie målningar i Pompeji, något han hade drömt om att få göra sedan sin barndom. Han återvände dit flera gånger under 1950- och 60-talen.
Hustrun Noras morbror hade en tjänst inom Vatikanen och denne förmedlade kontakt med Ludwig Kaas, ansvarig för de arkeologiska utgrävningar som pågick under Peterskyrkan i Rom. Kaas erbjöd Jürgenson att även måla där. 1952 ägnade han fyra månader till att dokumentera det han såg under kyrkan, ett arbete som påverkade honom starkt. När påve Pius XII såg resultatet, ville han att Jürgenson skulle porträttera honom. Det blev flera porträtt som nu finns i Vatikanmuseet, liksom målningar från utgrävningarna under Peterskyrkan.
Äktenskapet med Nora upplöstes 1954.

## Röstinspelningar

### Kontakt med "den fjärde dimensionen"
Det var i slutet av 1950-talet som Jürgenson började få vaga paranormala upplevelser. Han bodde nu med sin nya hustru Monica i Mölnbo i Södermanland. Han kände att han fick kontakt med "en annan dimension", att någon eller något skickade meddelanden till honom.
1957 skaffade han en bandspelare för att kunna sjunga in sånger, men inspelningarna blev misslyckade. Hans röst blandades med oförklarliga ljud. Tekniker kunde inte hitta något fel på utrustningen, men han lät ändå bandspelaren vila.
1959 gjorde han så försök att spela in fågelsång. När han lyssnade av bandet kunde han, förutom fågelsången, även urskilja en kvinnoröst, sin döda mors. Detta var den första av en lång rad inspelningar med röster från "den fjärde dimensionen". Först använde han bara en mikrofon ansluten till bandspelaren men sedan kopplade han en mellanvågsradio direkt till bandspelaren, i regel i frekvensområdet 1445-1500 kHz. Ibland talade han själv in ett meddelande och lät sedan bandet rulla, så att någon röst skulle kunna svara. Andra personer kunde också närvara i inspelningsstudion, bland dem radiojournalisten Arne Weise.
1963 gav Jürgenson offentlighet åt sina inspelningar vid en presskonferens med företrädare från internationella medier. Nästa år utkom hans bok Rösterna från rymden och han var nu flitigt, om än skeptiskt, uppmärksammad i media både i Sverige och i andra länder.
De röster som hördes på banden var nästan alltid mycket svåra att uppfatta och sedan också att tolka innebörden av. Meningarna kunde vara sammansatta av ord på olika språk - tyska, ryska, svenska, italienska, engelska. Avsändarna var ibland okända, ibland Jürgensons döda anhöriga. Även allmänt kända personer framträdde, såsom Adolf Hitler och Caryl Chessman som avrättades i USA 1960.
Sammanlagt skall det ha blivit ca 130 band med 6 000 inspelningar, men dessa originalband försvann efter Jürgensons död 1987. Det gjordes aldrig några inspelningar under vetenskapligt kontrollerade förhållanden, men banden undersöktes bland annat av tekniker från Sveriges radio och av den omstridde tyske parapsykologen Hans Bender. Inga manipulationer kunde uppdagas.
Jürgenson var övertygad om att de döda ville framföra budskap till de levande. Han räknade sig själv som ateist eller agnostiker, men trodde alltså på ett liv efter döden, möjligen också på själavandring. Han hade, menade han, upptäckt ett fenomen som sedan fick namnen Elektroniskt röstfenomen (ERF) eller Instrumentell transkommunikation (ITK). Andra forskare tog vid, inspirerade av Jürgenson, bland dem Konstantins Raudive.

### Exempel
| Inspelningsexempel från Anders Leopolds webbplats leopold report, http://www.leopoldreport.com/FJ-voices.html Kommentarer till de 37 olika inspelningarna på webbplatsen finns i Leopolds bok Min vän på andra sidan. | Inspelningsexempel från Anders Leopolds webbplats leopold report, http://www.leopoldreport.com/FJ-voices.html Kommentarer till de 37 olika inspelningarna på webbplatsen finns i Leopolds bok Min vän på andra sidan. |
| --- | --- |
| Inspelning 2 | Friedrich Jürgenson har en "kontakt" på andra sidan, Lena. Här förklarar han vad han hör henne säga på bandet: Vi väntar am abend um neun ...                                                                         |
| Inspelning 21 | Även här medverkar Jürgenson efteråt och förklarar vad han hör. Hier ist der Reich der Toten ... Monica Freddie ist kraftig beslut ... erster Disput der Toten ...                                                    |

### Kritik
Jürgenson, Raudive och andra har fått kritik för att de tolkat in betydelser i sina upptagningar som är långt ifrån självklara. Björkhem och Johnson skriver "att Raudiverösterna [har] tillkommit under dålig kontroll och att det rör sig om mycket svaga och kortvariga ljud som inte går att höra utan ansträngning och vana. Ställda inför den här typen av stimuli hör de flesta människor ord, fraser eller musik vare sig detta finns bland störningarna eller inte [---]. Men för att man i ett speciellt ljud skall höra samma fras som Raudive krävs det att man på förhand känner till vilken frasen är".

## Dokumentärfilm
Jürgenson gjorde under andra hälften av 1960-talet flera uppmärksammade dokumentärfilmer i Italien och fick därmed mindre tid för sina röstinspelningar. 
Han hade på 1950-talet gjort några dokumentärer för radion om utgrävningarna i Pompeji och därmed fått kontakter inom Sveriges radio. I mitten av 1960-talet fick han uppdraget att göra en dokumentärfilm om Pompeji för den svenska televisionen. Filmen blev en kommersiell framgång för SVT och såldes till andra länder. Den gav honom möjlighet att göra flera andra filmer, bland annat en film om den antika staden Paestum i Italien, liksom en uppmärksammad dokumentär om den årliga grymma fångsten av flyttfåglar i Italien. Även filmen The miracle of the blood of St Gennaro (Sankt Januarius blodsunder) blev en framgång.
1969 visades hans film The fisherman from Gallilea i många länder. Den skildrar utgrävningarna under Peterskyrkan. För filmen fick han mottaga en hedersutmärkelse från påve Paulus VI, Commendatore Gregorio Magno och fick tillfälle att göra såväl en film om påve Paulus som en porträttmålning även av honom. Han hade ju tidigare porträtterat Pius XII.

## Biografi 1970-1987
Efter tiden som dokumentärfilmare sågs Friedrich Jürgenson inte så mycket i offentligheten. Han flyttade till Höör i Skåne. En artikel i Expressen om röstinspelningarna 1978 ledde till ett möte med pressen i hans hem, men där framkom inga nyheter.
1985 deltog han i SVT:s populära program Här är ditt liv med Lasse Holmqvist som programledare. 
Jürgenson var de sista åren av sitt liv sjuklig men han tog ändå initiativ till en ny film, en film som skulle handla om honom själv. Filmen, Stimmen aus dem Jenseits - Die Brücke zur Unsterblichkeit, gjordes tillsammans med den tyske regissören Rolf Olsen. Den blev färdig strax före Friedrich Jürgensons bortgång den 15 oktober 1987.

## Efterspel
Jürgensons tyska bok Sprechfunk mit Verstorbenen (1967) gavs ut på italienska 2002, engelska 2004, ryska 2011 och i en ny tysk upplaga 2012.
Den svenske konstkuratorn (curatorn) och konstnären Carl Michael von Hausswolff har gjort flera utställningar med såväl Jürgensons målningar som hans röstinspelningar. Hausswolff lät också översätta Sprechfunk mit Verstorbenen till engelska 2004.
Konstnären Marja-Leena Sillanpää, född i Finland men bosatt i Sverige, nämner i samband med sin utställning Dit ljuset inte når på Örebro konsthall 2015 Jürgensons bandinspelningar som en inspiration till sitt skapande.